# VTM Nieuws
VTM Nieuws (weergegeven als VTM NIEUWS, tussen 2004 en 2013 bekend als Het Nieuws) is de dagelijkse nieuwsrubriek van de Vlaamse commerciële zender VTM.

## Geschiedenis
Al vanaf de start van VTM in 1989 vormt VTM Nieuws een centraal punt in de programmering. De eerste uitzending op 1 februari 1989 vormde ook de eerste concurrentie voor het Journaal van de openbare omroep BRT.
De populariteit van VTM groeide, waardoor de kijkcijfers voor het VTM Nieuws ook stegen. Zo groeide het programma uit tot een geduchte concurrent voor Het Journaal. Aan het begin van de 21e eeuw begonnen de kijkcijfers echter terug te lopen. Door verscheidene vernieuwingsoperaties en na een naamsverandering naar Het Nieuws in 2004, wist men weer kijkers te trekken, hoewel dit effect na enkele jaren alweer terugliep.
Op 18 februari 2013 wijzigde men de naam van Het Nieuws naar VTM Nieuws en voorzag men de uitzendingen van een opvallend nieuw beeldmerk en decor. Er trad ook een aangepaste ideologie in werking met meer aandacht voor politieke, buitenland- en cultuurberichtgeving. Sindsdien vertoont de populariteit van het programma opnieuw een opwaartse trend.
Begin 2019 liep er op VTM een reeks over het 30-jarige bestaan van het VTM Nieuws.
Op 23 oktober 2019 werd de website opgeheven. De redactie van Het Laatste Nieuws en VTM Nieuws werden onder één dak gebracht in Antwerpen, nadat Medialaan volledig eigendom werd van DPG Media. Op 2 februari 2020 presenteerde Dany Verstraeten de laatste nieuwsuitzending vanuit de nieuwsstudio in Vilvoorde.

## Inkleding en verloop
| 1 februari 1989   | VTM Nieuws // Lancering                                                               |
| 21 maart 1992     | VTM Nieuws // Nieuw decor // Start duopresentatie om 19 uur                           |
| 21 augustus 2000  | VTM Nieuws // Nieuw decor                                                             |
| 2 februari 2004   | Het Nieuws // 'VTM Nieuws' wordt 'Het Nieuws' // Afschaffing duopresentatie om 19 uur |
| 19 augustus 2005  | Het Nieuws // Update van de vormgeving                                                |
| 29 februari 2008  | Het Nieuws // Nieuw decor                                                             |
| 10 januari 2011   | Het Nieuws // Nieuw decor                                                             |
| 24 november 2011  | Het Nieuws // Kleine aanpassing: Meer headlines, met verkorte intro                   |
| 18 februari 2013  | VTM Nieuws // Nieuw decor + 'Het Nieuws' wordt terug 'VTM Nieuws'                     |
| 3 september 2018  | VTM Nieuws // Nieuw decor                                                             |
| 3 februari 2020   | VTM Nieuws // Nieuw decor + Verhuizing van Vilvoorde naar Antwerpen                   |
| 20 september 2024 | VTM Nieuws // Aangepaste generiek en grafische vormgeving                             |

### Januari 2011 tot februari 2013

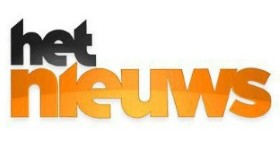
Voormalig logo van Het Nieuws

Bij de start van de uitzending werden beelden van de hoofdpunten getoond. Vervolgens kwam er zicht op de studio vanuit een breed camerastandpunt en verschenen afbeeldingen op de vijf aanwezige videoschermen. Het beeldmerk van Het Nieuws verscheen en de camera bewoog zich naar de presentator toe, tot hij of zij volledig in beeld was en het nieuwsbulletin kon starten.
Aan het einde van de uitzending werd er teruggeblikt op het hoofditem van de dag en vervolgens maakte de camera een beweging van de presentator weg. Er kwamen nog enkele foto's en beelden van de hoofdpunten op het scherm, waarna het beeldmerk van Het Nieuws over het scherm vloog, tot het uiteindelijk op de grote videowall verscheen.
De schriftvormers (balkjes die in beeld verschijnen om de naam van een persoon aan te geven) die gebruikt werden, bevatten een oranje kubus met daaronder een zwart, doorschijnend balkje waarin de naam stond. Een tweede balkje met dezelfde opvulling werd soms gebruikt om meer informatie over de persoon weer te geven.
Tot oktober 2011 werd er aan het begin van de uitzending slechts één hoofdpunt getoond, dit in tegenstelling tot de journaals van de VRT en zowat alle journaals van buitenlandse zenders. Het hoofdpunt werd als eerste behandeld en daarna kondigde het nieuwsanker nog eens enkele, kleinere hoofdpunten aan.
Sinds de koudegolf van 2012 is de traditionele luchtige afsluiter aan het einde van de uitzending vervangen door een korte blik op de meest actuele weerkaarten, waarna de nieuwslezer een doorverwijzing maakt naar het volwaardige weerbericht.

### Februari 2013 tot september 2018

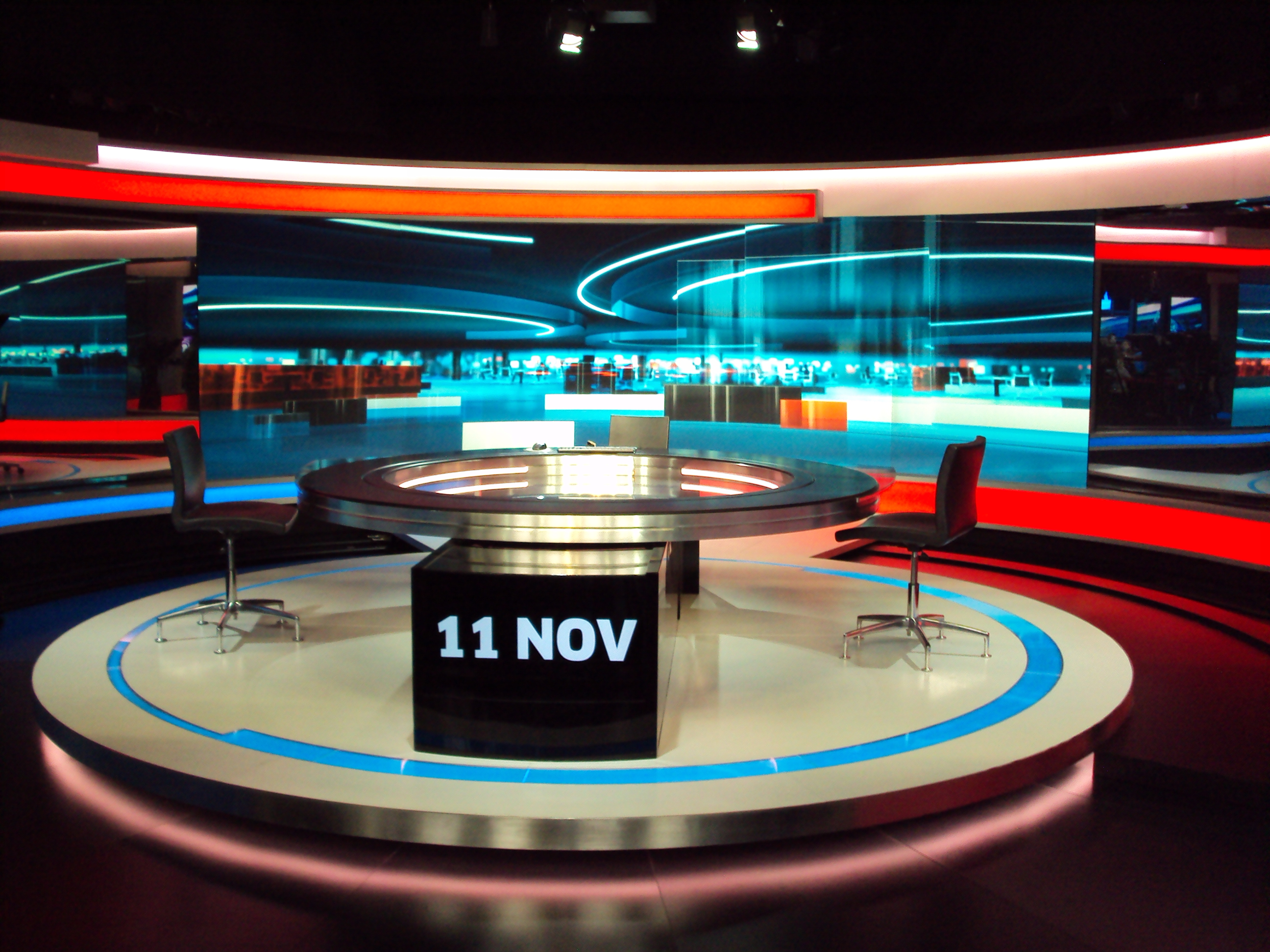
Opnamestudio van VTM Nieuws in november 2016

Op 18 februari 2013 onderging Het Nieuws een grondige facelift en werd de naam gewijzigd in VTM Nieuws. Over de vernieuwing werd op voorhand weinig gecommuniceerd met de pers. Er kwam een compleet vernieuwde studio, met daarin vijf videoschermen: vier kleine en één zeer groot scherm, de zogenaamde videowall ('videomuur'). De schermen worden gebruikt om foto's te tonen of om de live verslaggeving in beeld te brengen.
De uitzending start met een breed camerastandpunt op de donkere studio, terwijl het eerste deel van de begintune afspeelt en enkele felle visuals door het beeld zweven. De nieuwslezer kondigt enkele hoofdpunten aan, waarna de camera naar hem of haar toe beweegt terwijl het studiolicht wordt ingeschakeld. Een voice-over kondigt tussendoor de datum en nieuwslezer aan. De datum ziet de kijker bij een ver camerastandpunt ook afgebeeld op een scherm vooraan de nieuwsdesk, evenals het actuele tijdstip.
Bij de start van het bulletin wordt na de inleiding van het grote hoofdpunt indien mogelijk een gerelateerde studiogast ingeschakeld om dieper op de kwestie in te gaan. Hierna wordt verdergegaan met de andere items. De presentator is volledig omgeven door een groot videoscherm en bevindt zich meestal zijdelings het beeld, zodat bij het lezen van belangrijke items duidelijk foto's in beeld kunnen worden gebracht.
Na de eerste tiental minuten wordt kort een item aangehaald dat pas later in de uitzending aan bod zal komen. Eens ook die reportage de revue is gepasseerd, geeft de nieuwslezer het woord aan een sportanker voor het sportnieuws. Tot slot komt de nieuwslezer weer in beeld voor het inleiden van een luchtig item. Bij het hoofdbulletin van 19 uur wordt dit nog gevolgd door een actuele blik op de weerkaarten, door de weerman of -vrouw van dienst.
De nieuwslezer sluit hierna de uitzending af door de hoofdpunten te herhalen. De eindtune wordt opgestart en er wordt weer overgeschakeld op een breed camerastandpunt, waarna het studiolicht dooft.
De schriftvormers zijn opgebouwd uit een zwarte doorschijnende balk met daarin de naam van de betreffende persoon, daaronder een kleinere rode balk waarin zijn of haar functie is neergeschreven.

## Muziek
Vanaf 2000 werd de muziek voor VTM Nieuws en gerelateerde actualiteitsprogramma's gecomponeerd door Peter Meyvaert en Louis Vyncke. Na het overlijden van Vyncke, bleef Meyvaert dit solo doen. Sinds 2018 verzorgt Brandy Jingles de muziek.

## Prijzen
In oktober 2014 won de VTM Nieuws-studio zilver bij de Eyes and Ears Awards of Europe, in de categorie "Best Set Design". De studio werd eerder genomineerd voor een PromaxBDA-award.

## Presentatie

### Nieuwslezers

#### Huidige nieuwslezers
- Stef Wauters (2003-heden)[6]
- Cathérine Moerkerke (2004-2013, 2015, 2019-heden)
- Freek Braeckman (2017-heden)
- Birgit Herteleer (2021-heden)
- Jelle Frencken (2025)[7]

#### Voormalige nieuwslezers
- Eddy Allcock (1989-?)
- Brigitte Balfoort (1997-1999)
- Kris Borgraeve (2002-2003)
- Mark Demesmaeker (1991-2004)
- Ingrid De Putter (1989-2004)
- Nadine De Sloovere (1989-1998)
- Marc Dupain (1991-2003)
- Suzy Hendrickx (1989)
- Danny Huwé (1989)
- Christophe Lambrecht (1997-1998)
- Faroek Özgünes (1991-2000, 2004-2011, 2020-2021, 2025)
- Elke Pattyn (2013-2019)
- Kathy Pauwels (1989-2001)
- Kristl Strubbe (2001-2004)
- Peter Vandeborne (?-?)
- Dirk Van den Bogaert (1989-?)
- Louis van Dievel (1989-1992)
- Catherine Van Eylen (1997-1998)
- Marleen Vanhecke (1999-2008)
- Thomas Van Hemeledonck (2008-2011)
- Birgit Van Mol (1998-2021)
- Olivier Van Raemdonck (1997-1998)
- Dany Verstraeten (1989-2023)
- Lynn Wesenbeek (2004-2012)

#### Werkverdeling
De eerste nieuwsuitzending vond plaats tijdens de late avond van 1 februari 1989 en werd voor de gelegenheid gezamenlijk gepresenteerd door Dany Verstraeten en Nadine Desloovere. Zij werden nadien de vaste ankers van het hoofdbulletin van 19 uur, waarbij ze elkaar wekelijks aflosten. Na enkele maanden kregen ook de laatavonduitzendingen volgens hetzelfde stramien twee vaste gezichten, met Kathy Pauwels en Ingrid De Putter. Voorheen was die rol weggelegd voor een aantal reportagemakers, waaronder Suzy Hendrickx, Dirk Van den Bogaert, Eddy Allcock en Danny Huwé, zoals toen ook bij de concurrerende BRT nog gebruikelijk was.
In 1992 werd voor de uitzendingen van 19 uur een duopresentatie ingevoerd met drie vaste koppels: Dany Verstraeten & Kathy Pauwels, Nadine Desloovere & Marc Dupain, en Ingrid De Putter & Mark Demesmaeker. Met deze bredere poule van nieuwsankers werden ook dagelijkse middaguitzendingen opgestart om 13 uur. Het middag- en het laatavondnieuws werd telkens verzorgd door een van de ankers die die dag niet om 19 uur presenteerde.
In 1997 kwam er een dagelijks ontbijtnieuws dat afwisselend werd gepresenteerd door Catherine Van Eylen, Christophe Lambrecht en Olivier Van Raemdonck. Zij verzorgden uitsluitend deze editie en waren niet op andere tijdstippen te zien. Na een jaar werd het ontbijtnieuws stopgezet en verdwenen deze ankers van het VTM-scherm.
Begin jaren 2000 werd de duopresentatie afgeschaft. Vanaf dan was weer duidelijker afgelijnd welke ankers vooral het hoofdbulletin van 19 uur zouden presenteren, zoals Stef Wauters, Dany Verstraeten en Birgit Van Mol, en welke ankers de andere uitzendingen.
In 2008 werden plannen bekendgemaakt om de laatavonduitzendingen op werkdagen om te vormen naar Vandaag, een programma waarin met gasten zou worden nagepraat over het nieuws van de afgelopen dag. Cathérine Moerkerke zou het vaste gezicht worden, maar uiteindelijk kwam deze wijziging er niet. Moerkerke bleef wel een van de vaste ankers van het laatavondnieuws, tot die uitzendingen in 2011 werden stopgezet.
Sinds 2013 is een lineair weekschema ingevoerd met drie ankerposities. Van maandag tot en met donderdag is Stef Wauters de vaste presentator om 19 uur. Alle uitzendingen van vrijdagavond 19 uur tot en met zondagavond 19 uur hadden Dany Verstraeten als vast gezicht tot eind 2020, en sindsdien Cathérine Moerkerke. De middaguitzendingen van maandag tot en met vrijdag worden ten slotte gepresenteerd door de overige nieuwsankers, die elkaar doorgaans wekelijks aflossen. Tussen 2021 en 2023 werd beperkt afgeweken van dit schema: de pensioengerechtigde Dany Verstraeten bleef nog deeltijds aan het werk en presenteerde telkens de uitzending op zondagmiddag, terwijl Cathérine Moerkerke in plaats daarvan de uitzending op vrijdagmiddag verzorgde.

### Weerpresentatoren

#### Huidige weerpresentatoren
- Jill Peeters (2000-2019, 2022-heden)
- David Dehenauw (2003-heden)
- Frank Duboccage (2004-heden)

#### Voormalige weerpresentatoren
- Eddy De Mey (1989-2007)
- Luc Bouvin (1989-2000)
- Eva Clockaerts (2015-2018)
- Martijn Peters (2020)

| Gezichten       | 1989 | 1990 | 1991 | 1992 | 1993 | 1994 | 1995 | 1996 | 1997 | 1998 | 1999 | 2000 | 2001 | 2002 | 2003 | 2004 | 2005 | 2006 | 2007 | 2008 | 2009 | 2010 | 2011 | 2012 | 2013 | 2014 | 2015 | 2016 | 2017 | 2018 | 2019 | 2020 | 2021 | 2022 | 2023 |
| --------------- | ---- | ---- | ---- | ---- | ---- | ---- | ---- | ---- | ---- | ---- | ---- | ---- | ---- | ---- | ---- | ---- | ---- | ---- | ---- | ---- | ---- | ---- | ---- | ---- | ---- | ---- | ---- | ---- | ---- | ---- | ---- | ---- | ---- | ---- | ---- |
| Luc Bouvin      |      |      |      |      |      |      |      |      |      |      |      |      |      |      |      |      |      |      |      |      |      |      |      |      |      |      |      |      |      |      |      |      |      |      |      |
| Eddy De Mey     |      |      |      |      |      |      |      |      |      |      |      |      |      |      |      |      |      |      |      |      |      |      |      |      |      |      |      |      |      |      |      |      |      |      |      |
| Jill Peeters    |      |      |      |      |      |      |      |      |      |      |      |      |      |      |      |      |      |      |      |      |      |      |      |      |      |      |      |      |      |      |      |      |      |      |      |
| David Dehenauw  |      |      |      |      |      |      |      |      |      |      |      |      |      |      |      |      |      |      |      |      |      |      |      |      |      |      |      |      |      |      |      |      |      |      |      |
| Frank Duboccage |      |      |      |      |      |      |      |      |      |      |      |      |      |      |      |      |      |      |      |      |      |      |      |      |      |      |      |      |      |      |      |      |      |      |      |
| Eva Clockaerts  |      |      |      |      |      |      |      |      |      |      |      |      |      |      |      |      |      |      |      |      |      |      |      |      |      |      |      |      |      |      |      |      |      |      |      |
| Martijn Peters  |      |      |      |      |      |      |      |      |      |      |      |      |      |      |      |      |      |      |      |      |      |      |      |      |      |      |      |      |      |      |      |      |      |      |      |

### Sportankers

#### Huidige sportankers
- Maarten Breckx (2012-heden)
- Lies Vandenberghe (2020-heden)
- Stijn Vlaeminck (2021-heden)
- Jonas Decleer (2022-heden)

#### Voormalige sportankers
- Peter Baert (1989-?)
- Tom Coninx (2013-2018)
- Jan Dewijngaert (1989-2003; 2013-2024)
- Eddie Groenwals (1989-2000)
- Rudy Lanssens (1996-2002)
- Philippe Maertens (1991-2007)
- Peter Morren (2004-2011; 2016-2019)
- Bart Raes (1997-2005)
- Stefan Van Loock (1989-2009)

## Journalisten

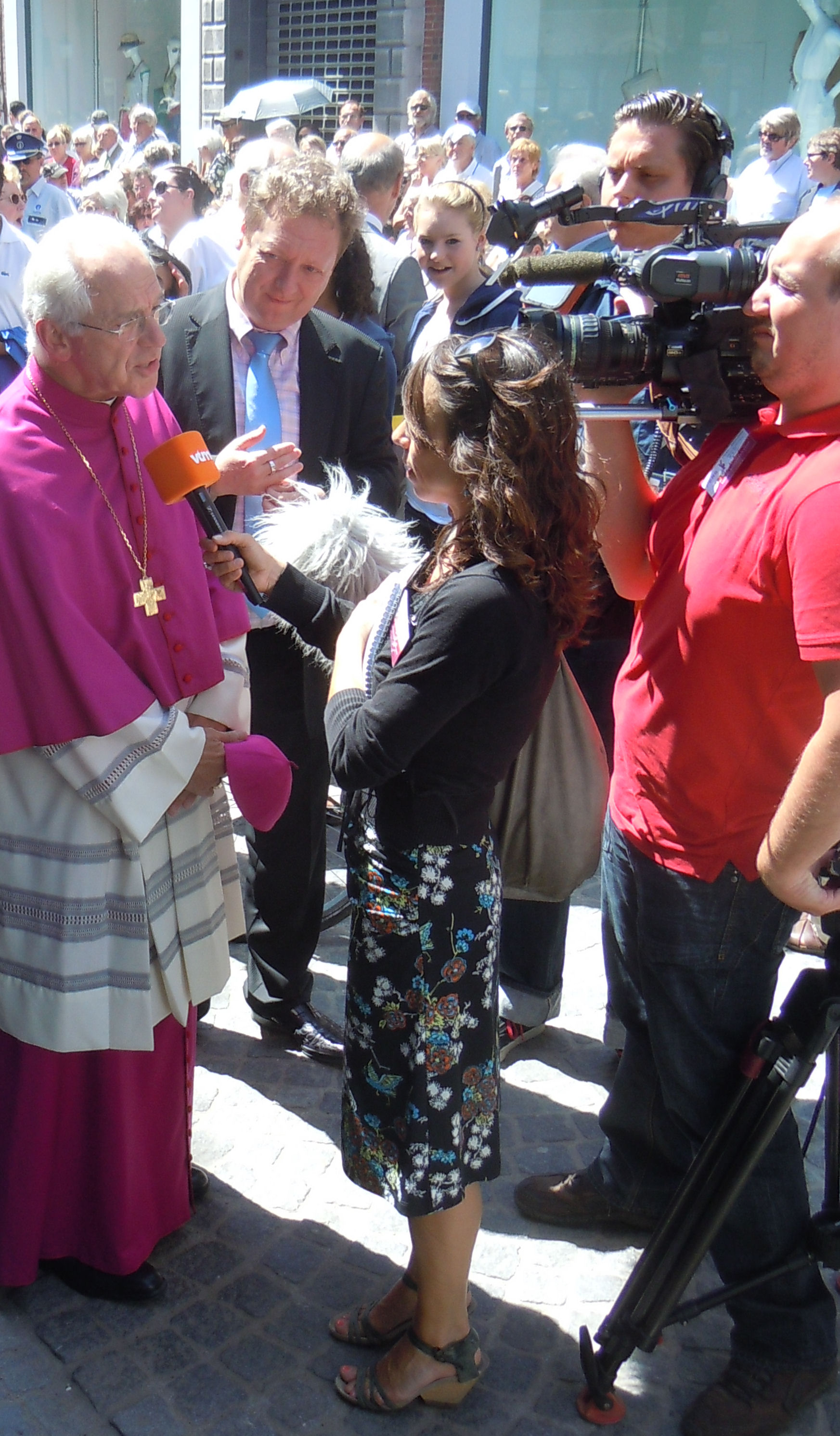
Journaliste Aagje Vanthomme interviewt Jozef De Kesel tijdens de Heilig Bloedprocessie (2011).

De nieuwsdienst van VTM telt ongeveer 100 journalisten, dit in contrast met de meer dan 400 die werken bij de VRT. Vanaf februari 2020 kan de nieuwsdienst ook van de redacties van onder meer Het Laatste Nieuws, De Morgen en andere nieuwsmerken van DPG Media gebruikmaken, waardoor het totaal aantal journalisten ook op 400 uitkomt.
Bij belangrijk en relevant buitenlandnieuws worden indien mogelijk journalisten uitgestuurd naar de regio in kwestie. Met uitzondering van een vaste correspondent in de Verenigde Staten (sinds 2015 is dit Greet De Keyser), is er geen afzonderlijke groep van journalisten die zich uitsluitend met buitenlandse berichtgeving bezighoudt. 
Bepaalde journalisten worden bij gelegenheid ingeschakeld als studiogast tijdens de nieuwsuitzending. Zij geven dan als zogenaamde expert ter zake extra duiding bij het respectievelijke onderwerp. Sinds 2011 zijn dit vooral Paul D'Hoore voor economie en financiën en Faroek Özgünes voor justitie. Sinds 2022 is dit Wim Dehandschutter voor royalty. Bij "breaking news" wordt soms ook een van de andere journalisten als studiogast ingeschakeld, om de instromende informatie sneller te kunnen communiceren en duiden.

## Hoofd- en eindredactie

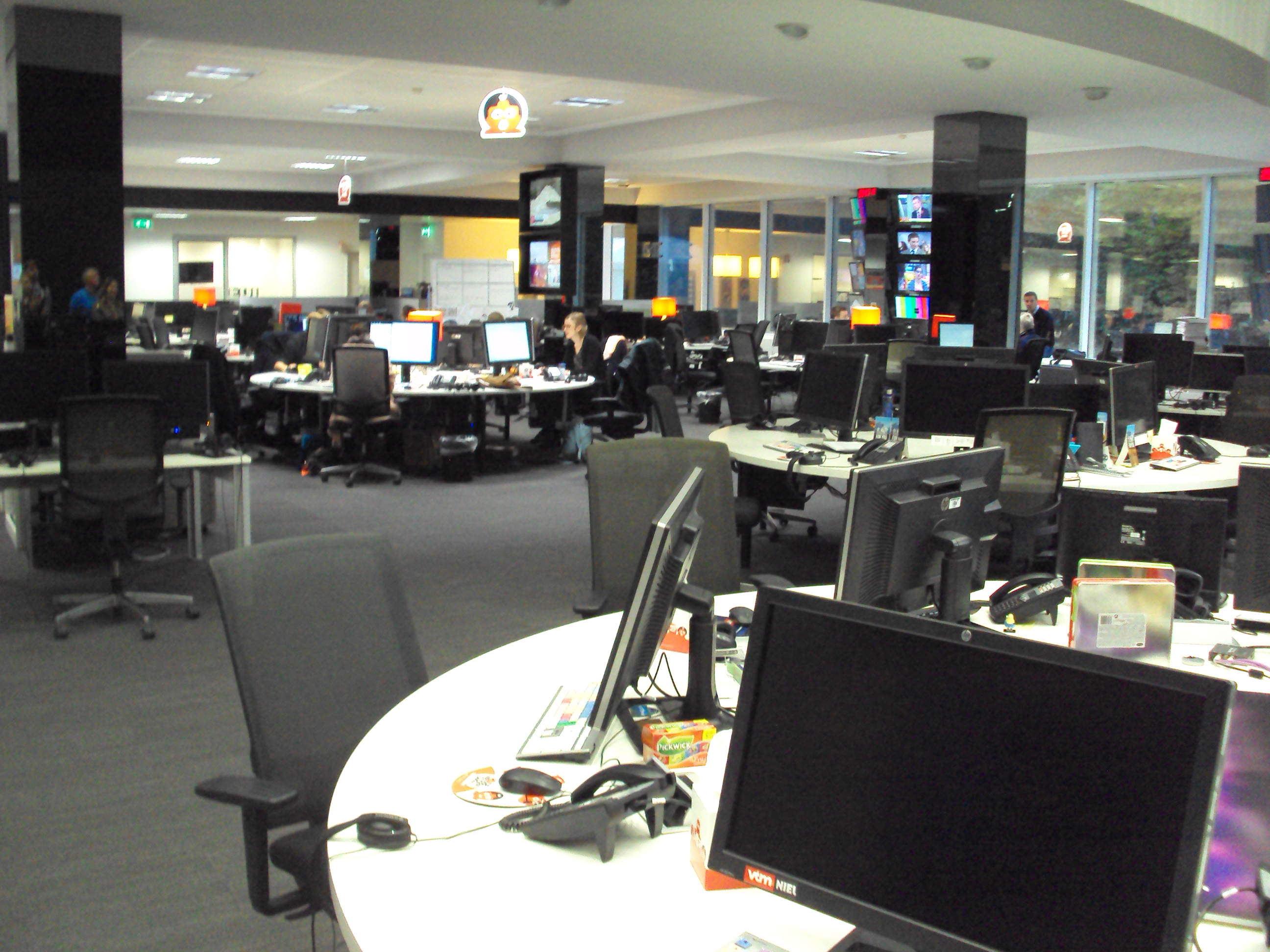
Redactie van VTM Nieuws

Michiel Ameloot is sinds 2021 hoofdredacteur van VTM Nieuws. Bert Heyrman is er adjunct-hoofdredacteur. Kris Hoflack was tot september 2018 overkoepelend algemeen hoofdredacteur voor de nieuwsdienst van Medialaan. Tot juni 2019 bestond de hoofdredactie uit het duo Nicholas Lataire en An Goovaerts.
De eindredactie van VTM Nieuws wordt verzorgd door Kim Herbots, Bart Baele, Pieter Kunnen, Karen De Vis en Ken Pieters. 

## Applicatie
Al het nieuws van de VTM-redactie is online op de officiële website te lezen en te bekijken. Er bestaat ook een applicatie onder de naam VTM Nieuws, waar alle berichten van de nieuwssite op terug te vinden zijn. De VTM-nieuwssite houdt ook een actueel overzicht bij van alle Twitter-updates met commentaar van de kijkers en de laatste updates van de VTM-reporters.
Sinds eind 2019 werd de app en website samengevoegd met deze van Het Laatste Nieuws.

## Andere actualiteitsprogramma's bij VTM
- De dagshow
- Royalty
- Telefacts
- Voor de Show
- Faroek
- CATHéRINE
- Stadion